# Vandpolo Helgoland
|  | Denne artikel er oprettet af botten Steenthbot ud fra en ekstern database. Den kan derfor have sproglige fejl eller mangler. Denne skabelon kan fjernes efter kontrol af indholdet. |

Vandpolo Helgoland er en dansk dokumentarisk optagelse fra 1915.

## Handling
Vandsport og -leg ved Helgoland Badeanstalt på Strandvejen: Udspring fra tårn, vandpolo, skøre vandlege (med flydende ølkasser). Atletikstævne på Østerbro Stadion med deltagere fra Norge, Sverige og Danmark. Tilbage på Badeanstalten Helgoland: 'Flydeøvelser' i bassin, kvinde-udspring, svømning på tid.